# The MacDonald Brothers

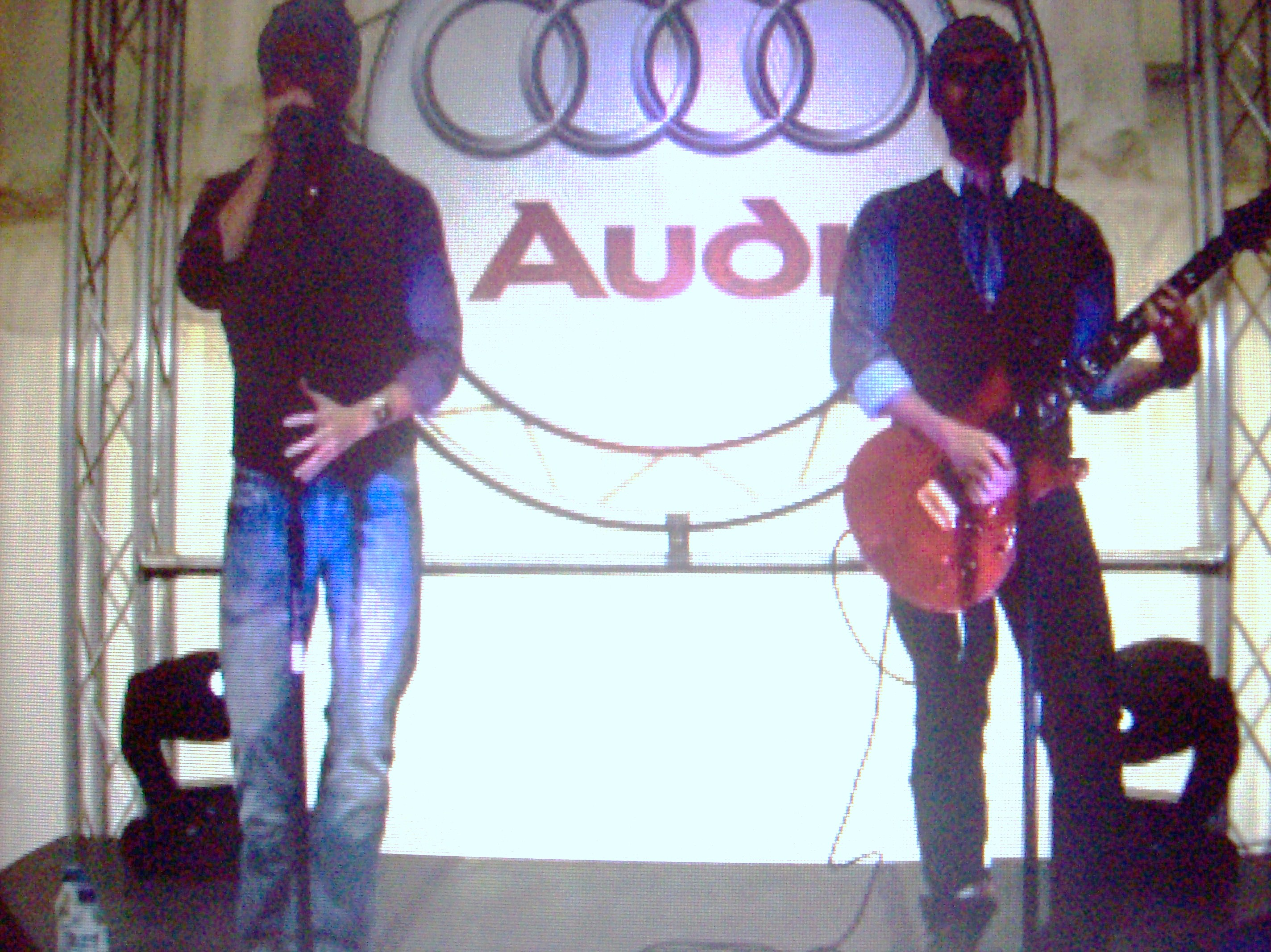
The MacDonald Brothers.

The MacDonald Brothers est un groupe de rock anglais, composé de deux frères, Brian et Craig MacDonald, issu de la troisième saison du télé-crochet britannique The X Factor, dont ils finissent quatrièmes.

## Discographie

### Studio albums
| Année | Album | Chart positions |
| Année | Album | UK              |
| ----- | --- | --------------- |
| 2007  | The MacDonald Brothers - Released: 2 April 2007 - Genre: Pop, rock - Label: Syco, Sony BMG - Format: CD, digital download | 18              |
| 2007  | The World Outside - Released: 15 October 2007 - Genre:Pop, rock - Label: Sony BMG, Syco - Format: CD, digital download    | 41              |
| 2008  | With Love - Released: 18 February 2008 - Genre:Pop, rock, folk - Label: Sony BMG, Syco - Format: CD, digital download     | –               |
| 2008  | Young Celts - Released: 13 October 2008 - Genre:Pop, rock, folk - Label: Sony BMG - Format: CD, digital download          | 112             |

### Singles
- "You Can Always Come Home Son" (2009)
- "Runaway (Do You Love Me)" (2008)